# Olympische Sommerspiele 1932/Teilnehmer (Lettland)
| Gelbes Symbol für Goldmedaillen mit stilisierten Olympischen Ringen | Graues Symbol für Silbermedaillen mit stilisierten Olympischen Ringen | Braundes Symbol für Bronzemedaillen mit stilisierten Olympischen Ringen |
| ------------------------------------------------------------------- | --------------------------------------------------------------------- | ----------------------------------------------------------------------- |
| —                                                                   | 1                                                                     | —                                                                       |

Lettland nahm an den Olympischen Sommerspielen 1932 in Los Angeles, Vereinigte Staaten von Amerika, mit einer Delegation von zwei Sportlern (beides Männer) teil. Hinzu kamen noch drei lettische Teilnehmer an den Kunstwettbewerben.

## Medaillengewinner

### Silber
| Name         | Sportart       | Wettkampf   |
| ------------ | -------------- | ----------- |
| Jānis Daliņš | Leichtathletik | 50 km Gehen |

## Teilnehmer nach Sportarten

### Leichtathletik
- Jānis Daliņš
50 km Gehen: Silber

- Jānis Dimza
50 km Gehen: DNF